# Commode de la chambre de Louis XV à Versailles
La commode de la chambre de Louis XV à Versailles, a été fabriquée par l'ébéniste Antoine-Robert Gaudreaux et le bronzier Jacques Caffieri pour la chambre de Louis XV à Versailles. Livrée en 1739, elle reste dans la chambre du roi jusqu'à sa mort, en 1774. Emblématique du style rocaille, elle est actuellement conservée à la Wallace Collection, à Londres.

## Histoire
La commode est livrée le 15 avril 1739 pour la nouvelle chambre de Louis XV à Versailles, aménagée entre 1738 et 1739. Le meuble est placé sous un miroir, face à la cheminée, et y reste pendant trente-cinq ans.
Comme le veut l'usage, à la mort de Louis XV, survenue le 10 mai 1774, la commode, comme l'ensemble de l'ameublement de la chambre du roi, revient au premier gentilhomme de la chambre alors en service, Louis Marie Augustin d'Aumont de Rochebaron, le cinquième duc d'Aumont.
Alors passée de mode, la commode est envoyée au château de Guiscard, et y reste jusqu'au début du XIXe siècle.
À la mort du duc, en 1782, la commode est transmise en héritage à son fils aîné, Louis Marie Guy d'Aumont de Rochebaron, sixième duc d'Aumont. Sa fille, Louise Félicité Victoire d'Aumont en hérite en 1799, et vend alors le château de Guiscard et son contenu (donc la commode) avec droit d'usufruit à Jean-Guillaume-Yrieix Soubeyran Raynaud. Le château et son contenu sont à nouveau vendus au baron Émile Oberkampf le 20 mars 1823.
Richard Seymour-Conway, quatrième marquis d'Hertford, fait l'acquisition de la commode avant 1865.
En prévision de l'exposition Louis XV, passions d'un roi, au château de Versailles en 2022, la commode a subi une restauration des bronzes et des boiseries.

## Description
L'armature de chêne est plaquée de bois de violette pour la face principale, le cartouche central étant constitué d'un damier de bois de férole entrecroisé de bandes de bois de violette. Les portes latérales sont plaquées en bois de cèdre, et avec des baguettes de buis et d'amarante. Autrefois plus colorés, dans des tons tirant sur le brun-violet ou le rose sombre, les placages ont perdu une part de leur intensité. Les tiroirs et l'intérieur des armoires latérales sont quant à eux réalisés en acajou, et aujourd'hui garnis de lin rouge.
Les serrures sont en laiton, et les charnières en laiton doré. Le tout est rehaussé par des ornements de bronze doré. 
Le plateau actuel, en marbre serpentin, a remplacé le plateau initial, de marbre gris et rouge.

## Expositions
- Louis XV, passions d'un roi, au château de Versailles, du 18 octobre 2022 au 19 février 2023, sous la direction d'Yves Carlier et de Hélène Delalex.